# Anestezie

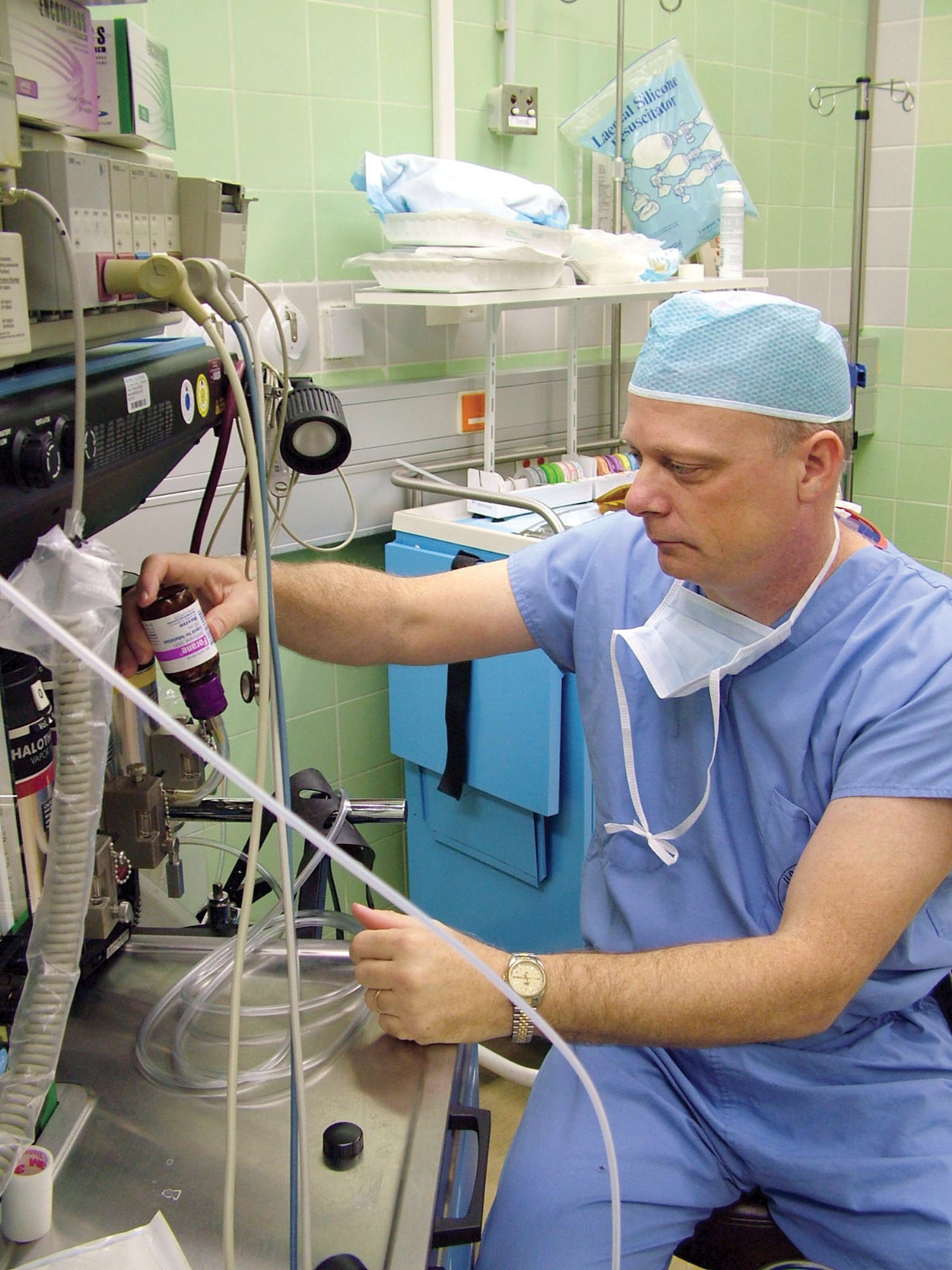
Anesteziolog při přípravě celkové anestezie

Anestezie (z řeckého αν- + αἲσθησις = bez vnímání) představuje umělé uspání pacienta (celková anestezie), nebo znecitlivění určité části jeho těla (lokální anestezie) za účelem usnadnění nebo umožnění průběhu bolestivého lékařského zákroku a poskytnutí lepší péče.

## Historie

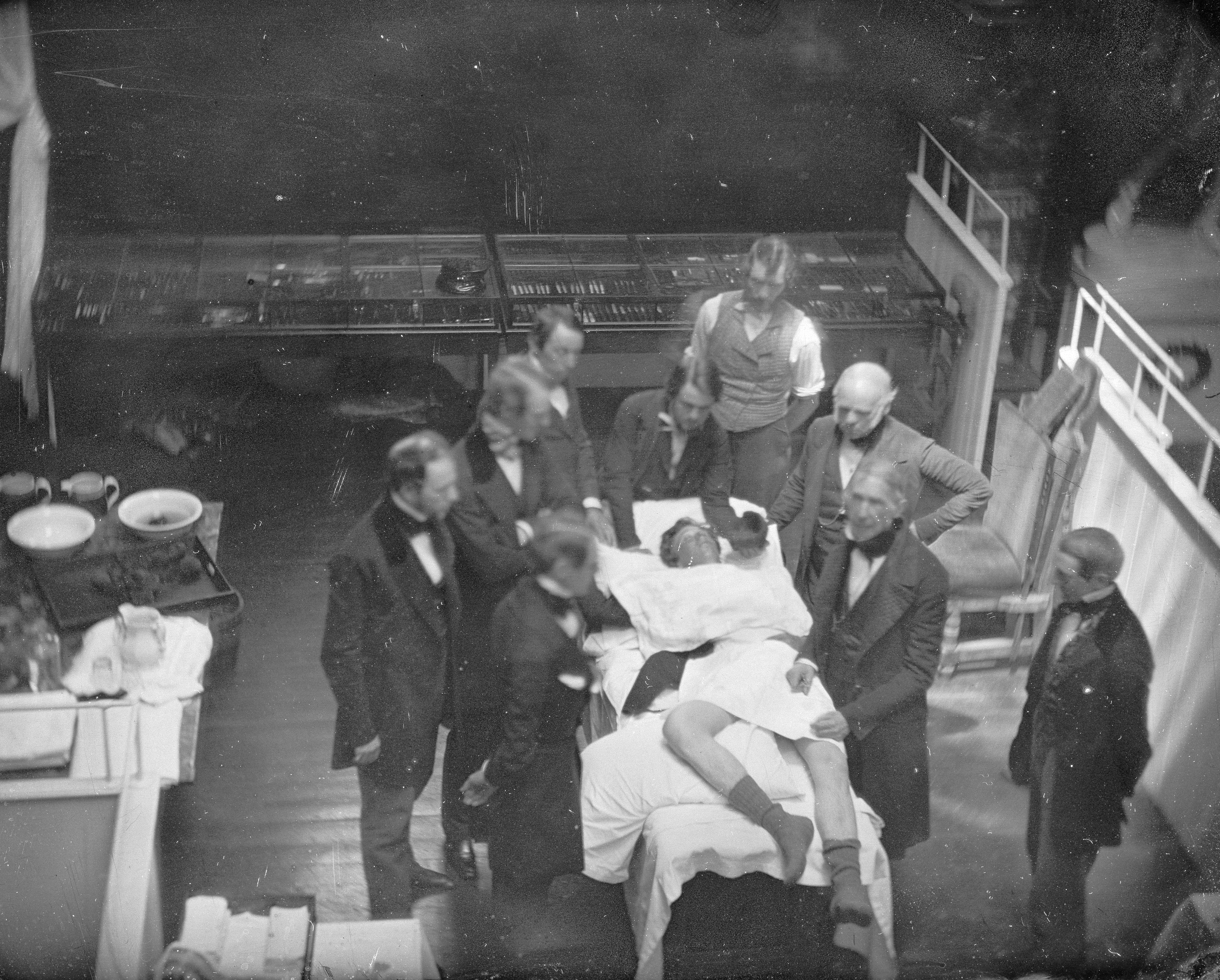
Southworth & Hawes: Opětovné uzákonění používání éteru v praxi, 16. října 1846, daguerrotypie

Prvopočátky anesteziologie spadají do starověku. V Egyptě a Sýrii používali lékaři odvary z opia a mandragory k potlačení bolesti.
První narkóza v českých zemích se uskutečnila v Brně 4. února 1847, kde ji provedl operatér dr. August Göttinger. Dále pak 8. února 1847 Celestin Opitz podal éterovou narkózu v nemocnici Milosrdných bratří Na Františku v Praze. Opitz byl mezi prvními, kteří v Rakousko-Uhersku začali s pokusy s éterovou narkózou na zvířatech; posléze ji zavedl do klinické praxe.
První anesteziologická oddělení byla v Československu založena po 2. světové válce v Ústřední vojenské nemocnici v Praze, v nemocnici v Krči, v Brně u sv. Anny a v roce 1955 se obor stal samostatnou medicínskou disciplínou.

## Anesteziologie a resuscitace
Anesteziologie a resuscitace (A + R) je obor, který se člení do čtyř podoborů:
A) Anesteziologie – zabývá se způsoby znecitlivění pro operace, léčebné a diagnostické výkony.

B) Resuscitace – zabývá se neodkladnou podporou nebo náhradou životních funkcí.

C) Resuscitační péče (intenzivní nebo kritická) – dlouhodobě léčí nemocné, u kterých hrozí nebo již došlo k selhání základních funkcí.

D) Léčba bolesti – s hlavním zaměřením na „neztišitelnou bolest“ v rámci nádorových onemocnění (souvisí s ní tzv. paliativní medicína).
Základní pojmy:
Anestezie – je vyřazení veškerého čití, senzitivního i bolestivého.

Analgezie – vyřazení jen bolestivého vnímání.

Analgosedace – je analgezie s lehkým útlumem vědomí, kdy je možné s nemocným po výraznějším impulsu navázat verbální kontakt.

## Celková anestezie
Je vyřazením veškerého čití bolestivého i senzitivního s vyřazením vědomí. Jde de facto o řízenou otravu organismu s následným bezvědomím. Přesto, že dnešní anestetika jsou již bezpečnější než ta, která byla používána dříve, může mít trvalé následky (především u dětí a starých lidí) jako je třeba porucha chování. Někteří pacienti popisují poruchy paměti po celkové anestezii, které mohou přetrvávat několik měsíců i do konce života. Celkovou anestezii volíme tedy spíše tam, kde jiné, méně zatěžující druhy anestezie (lokální, spinální apod.) nepřipadají v úvahu. Mnohdy si pacienti přejí zákrok "prospat" a tak je přihlíženo k přání pacienta. Mnohdy je volba typu anestezie ovlivněna i ekonomicky - nemocnice volí to, za co dostává více zaplaceno. V České republice je v celkové anestezii provedeno 90 % všech chirurgických zákroků, v zahraničí 60-70 %.

## Místní (lokální) anestezie
Na rozdíl od celkové anestezie působí místní jen na periferní nervy (nikoli na CNS), a to od jejich výstupu z míšních kořenů až po terminální zakončení.
Podle místa aplikace rozdělujeme místní anestezii na:
- topickou (povrchovou, slizniční) – spočívá v aplikaci anestetika na povrch, který je třeba znecitlivět. Užívány jsou anestetika amidového typu, výjimečně kokain.
- infiltrační – využívá infiltrace přímo v místě operačního zákroku, např. vynětí malých kožních afekcí (pih apod.). Do této skupiny je možné zařadit i nitrožilní regionální anestezii Bierovu (IVRA – Intervenous Regional Anesthesia), která spočívá v naplnění předem vyprázdněných žil končetiny místním anestetikem, které z žil proniká do tkáně, kterou infiltruje.
- okrskovou – jejímž základem je přerušení vodivosti nervových vláken v malé vzdálenosti od místa operačního zákroku.
- svodnou (blokády nervových pletení) – spočívá v zavedení anestetika cíleně k nervu nebo nervové pleteni, pomocí jehly (jednorázově) nebo ponechaným katetrem (kontinuálně, dlouhodobě).
- spinální (míšní) – podle místa ji dělíme na: Tuohyho jehla

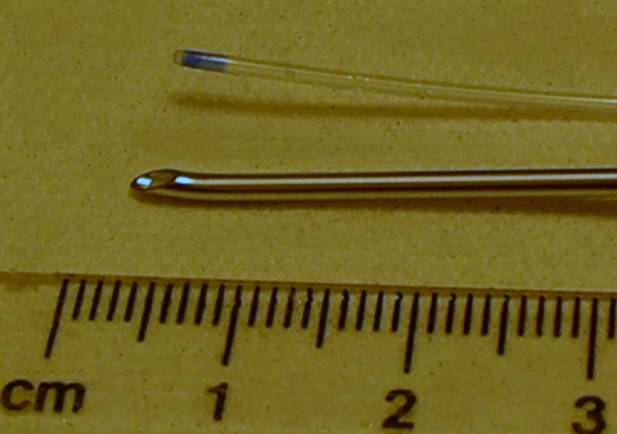
Tuohyho jehla

  - spinální epidurální – kdy je místní anestetikum zavedeno do páteřního kanálu vně vaku tvrdé pleny míšní. Anestetikum se rozprostře okolo vaku a přeruší vedení nervového vzruchu při výstupu nervu z míšního vaku. Působí na nervy senzitivní, sympatické, ale více či méně i na motorické. Založená je na podtlaku v epidurálním prostoru a provádí se metodou „visící kapky“ u ústí jehly, která je vsáta do konusu jehly po proniknutí jejího hrotu do epidurálního prostoru, nebo metodou ztráty odporu, kdy je na jehlu připojena speciální injekční stříkačka naplněná vzduchem či fyziologickým roztokem. Za stálého mírného tlaku na píst stříkačky proniká jehla mezi výběžky obratle, proráží žlutý vaz a proniká do epidurálního prostoru. V tomto okamžiku píst stříkačky náhle ztrácí pružný odpor. Podle výšky punkce se epidurální anestezie dělí na lumbální (bederní, ve výši obratlů L3–L4) a thorakální (hrudní), výjimečně cervikální (krční). K této punkci jsou nejčastěji používány jehly podle Tuohyho nebo Crawfordova. Zvláštním případem epidurální anestezie je tzv. anestezie kaudální, kdy je anestetikum zavedeno cestou punkce hiatus sacralis (křížového otvoru), zde lze použít i katetr, který může sloužit i měsíce k podávání léčiv.
  - spinální subarachnoidální anestezie – je zavedení místního anestetika do vaku tvrdé pleny míšní, tedy subarachnoidálně do mozkomíšního moku. Punkce se provádí tenkou spinální jehlou, která pronikne do vaku tvrdé pleny. Podáme-li izobarické anestetikum, zůstává v místě aplikace a šíří se pouze difuzí. Podáme-li však hyperbarické anestetikum, pohybuje se toto podle gravitačních zákonů dolů a klesá. Polohováním pacienta tak lze měnit rozsah anestezie. Na stejném principu v opačném směru toku lze podávat hypobarická anestetika.

Indikací ke svodným nervovým a pleteňovým anesteziím jsou operace na končetinách. Indikací spinální a epidurální anestezie jsou výkony urologické, gynekologické, porodnické a některé ortopedické.

### Místní anestetika
Místní anestetika jsou látky, které přerušují vodivost nervového vlákna pro nervový vzruch. Brání depolarizaci vlákna blokádou sodíkových kanálů. Stejný účinek má lokální působení chladu nebo mrazu. Toto však již nemá širšího klinického použití (byť se občas pro tyto účely používá například chlorethan).

## Kombinovaná anestezie
Je současné zavedení celkové a místní anestezie. Je výhodná při rozsáhlých nitrobřišních výkonech, v cévní chirurgii, v replantační chirurgii. Sem řadíme i kombinaci celkové anestezie a elektroanestezie, tedy zavedení pravoúhlých stejnosměrných elektrických potenciálů o definované frekvenci, amplitudě a délce trvání do CNS. Přes své očekávané přednosti nedoznala elektroanestezie obecného klinického použití.

## Nežádoucí účinky
Anestézie může mít i nežádoucí účinky. Anestetika jsou mírně toxické látky. Anestezie tak může vést k poškození mozku. Dále zvyšuje riziko poruch učení. Anestezie při operacích může způsobit infarkt myokardu či nevolnost zvanou nauzea.